# Karsenia koreana
Karsenia koreana is een salamander uit de familie longloze salamanders (Plethodontidae). Het is de enige soort uit het monotypische geslacht Karsenia.

## Ontdekking
Deze pas in 2005 ontdekte soort is de enige vertegenwoordiger uit het geslacht Karsenia. De salamander werd beschreven door de groep van biologen Mi-Sook Min, Suh-yung Yang, Ronald M. Bonett, David R. Vieites, Ronald A. Brandon en David Burton Wake. De wetenschappers waren verrast toen de longloze salamander in Azië werd ontdekt omdat alle andere soorten in Noord-Amerika leven. Alleen de grotsalamanders uit het geslacht van de grottensalamanders (Hydromantes) komen voor in een ander werelddeel; in westelijk Europa.
Door het glanzende lichaam met duidelijk uit elkaar staande voor- en achterpoten lijkt de salamander uiterlijk ook op de bekendere bossalamanders (geslacht Plethodon).

## Uiterlijke kenmerken
Met een gemiddelde lichaamslengte van ongeveer 4 centimeter is dit een kleine soort, de aan de basis ronde maar in een scherpe punt eindigende staart is duidelijk korter dan het lichaam. De relatief kleine ogen steken duidelijk uit, er zijn 14 tot 15 costale groeven, de groeven tussen de ribben van de salamander. De poten en tenen zijn relatief kort, de tenen dragen vliezen. De kleur is donker tot zwart op de flanken, de onderzijde is lichter tot grijs, de bovenzijde is bruin tot roodbruin van kleur.

## Verspreiding en habitat
Karsenia koreana is endemisch in Zuid-Korea, de habitat bestaat uit de vochtige, met mos begroeide bodem van loof- en gemengde bossen waar het dier onder stenen en dergelijke schuilt. Deze bossen zijn zeer uitgestrekt, hierdoor heeft de soort waarschijnlijk een groter verspreidingsgebied dan bekend is. Het natuurlijke leefgebied kent weinig oppervlaktewateren, vermoed wordt dat de soort volledig landbewonend is en zich niet in het water ontwikkelt, studies naar de voortplanting moeten hier uitsluitsel over geven.